# مریم جهان نجاتی
مریم جهان نجاتی (زاده ۱۳۶۲/۷/۱) بازیکن و مربی فوتبال ایرانی است که در باشگاه فوتبال زنان گل گهر
سیرجان در لیگ کوثر حضور دارد.

## سوابق حرفه ایی
حضور ۱۵ سال در لیگ برتر فوتبال بانوان کشور 
قهرمان جام باشگاه های آسیا ۱۴۰۰ 
کسب عنوان قهرمانی لیگ دسته دوم کشور سال ۸۶
کسب عنوان قهرمانی لیگ دسته اول کشور در سال ۸۸
کسب دو عنوان قهرمانی لیگ برتر سال ۹۴ و سال ۹۹
کسب چهار عنوان نایب قهرمانی لیگ برتر در سال های ۹۵-۹۶-۹۸و ۱۴۰۰
کسب دو‌عنوان سومی در سال ۹۳ و ۹۷ 
سرمربی تیم ملی جوانان 
قهرمان مسابقات کافا 
کارمند شرکت معدنی و صنعتی گل گهر 
استاد دانشگاه های علوم پزشکی سیرجان
قهرمان مسابقات کافا با تیم ملی جوانان به عنوان سرمربی خرداد ۱۴۰۳

## زندگی
«ما، کرونا و مشکلاتی که بوجود آورده و سختی‌هایی که برای تصمیم‌گیری سازمان لیگ وجود دارد را درک می‌کنیم، اما اینقدر بلاتکلیفی فوتبال بانوان توهین آمیز است و نشان از بی‌اهمیتی فوتبال بانوان دارد.»

— در گفت و گو با تسنیم

## حرفه
وی دارای مدرک کارشناسی ارشد در رشته مدیریت و برنامه‌ریزی ورزشی بوده و به مدت ۷ سال در لیگ برتر و دسته یک و دو مربیگری کرده و از ابتدای سال ۹۲ به عنوان مربی تیم ملی فوتبال نوجوانان بانوان فعالیت می‌کند.

### باشگاهی
وی در حال حاضر در باشگاه فوتبال زنان شهرداری سیرجان حضور دارد.